# Miguel Samudio
Miguel Ángel Ramón Samudio[carece de fontes?] (Capiatá, 24 de agosto de 1986) é um futebolista paraguaio que atua como lateral-esquerdo, ala ou meia. Atualmente, joga pelo San Lorenzo do Paraguai.

## Clubes

### Libertad
Revelado pelo Libertad, Samudio passou duas temporadas no Sol de América, onde disputou 27 partidas e marcou 2 gols. Voltou ao seu clube de origem em 2008. Tornou-se ídolo após conquistar quatro torneios nacionais.

### Cruzeiro
Em 13 de dezembro de 2013, o time brasileiro Cruzeiro, de Minas Gerais, anunciou a contratação do Lateral-esquerdo, por empréstimo de um ano. Samudio foi o primeiro reforço do clube para a disputa da Copa Libertadores 2014. O jogador já havia disputado a competição cinco vezes anteriormente, todas pelo Libertad.
No clube, Samudio conquistou o Campeonato Brasileiro e o Campeonato Mineiro.
Em dezembro de 2014, o clube anunciou que não renovaria com o lateral, assim ficando livre para voltar ao Libertad ou negociar com outro clube.

### América
Em dezembro de 2014, Samudio acertou com o América, do México.

## Seleção Paraguaia
Foi convocado para a Seleção Paraguaia pela primeira vez em 2009. Ele também foi convocado para jogar as Eliminatórias da Copa do Mundo de 2014.

## Títulos
Libertad
- Campeonato Paraguaio: 2008 (Apertura), 2008 (Clausura), 2010 (Clausura), 2012 (Clausura)

Cruzeiro
- Campeonato Mineiro: 2014
- Campeonato Brasileiro 2014